# Coeficient de dilatació

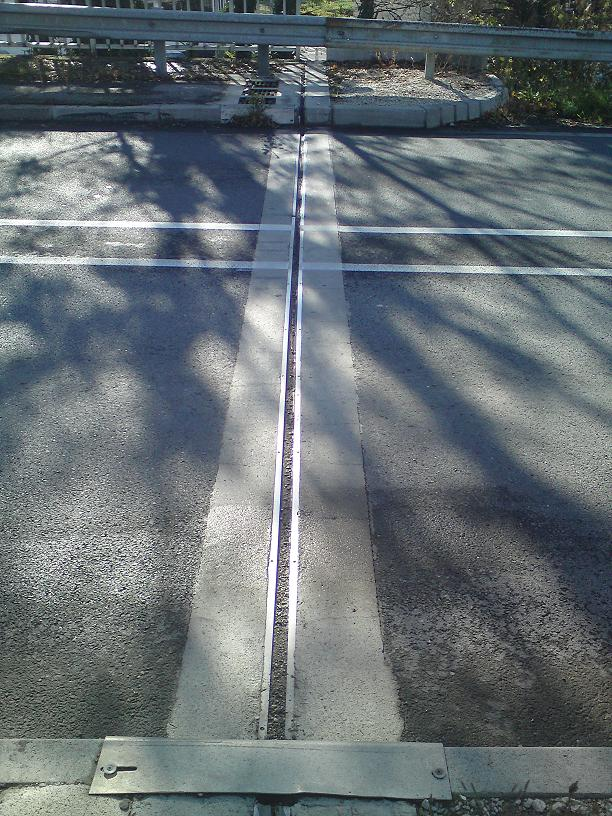
Junta de dilatació d'un pont. Si les juntes de dilatació no es tinguessin presents en el disseny de l'estructura, la dilatació tèrmica dels materials a temperatures elevades generaria unes tensions mecàniques tan grans que podrien fracturar el pont.

Un coeficient de dilatació és una relació que mesura el canvi relatiu de longitud o volum que es produeix quan un cos sòlid o un fluid experimenta un canvi en algun paràmetre com ara la temperatura, la pressió o la concentració.

## Coeficient de dilatació tèrmica
El coeficient de dilatació tèrmica, o coeficient de dilatació isòbara, és el quocient que mesura el canvi relatiu de longitud o volum que es produeix quan un cos sòlid o un fluid experimenta un canvi de temperatura a pressió constant. Durant una transferència de calor, l'energia que està emmagatzemada en els enllaços intermoleculars entre dos àtoms canvia; quan l'energia emmagatzemada augmenta, també ho fa la longitud d'aquests enllaços (el material pateix una dilatació tèrmica). Per tant, els sòlids solen expandir-se quan s'escalfen i contraure's quan es refreden.
El coeficient de dilatació tèrmica se sol denotar per α (alfa). Les seves unitats són K-1 (o, cosa que és el mateix, °C-1) i es defineix per:

{\displaystyle \alpha ={\frac {1}{\mathrm {V} }}\left({\frac {\partial \mathrm {V} }{\partial \mathrm {T} }}\right)_{p}~}

On V és el volum, T és la temperatura i p significa que la transformació és a pressió constant.
Per a sòlids, el tipus de coeficient de dilatació tèrmica que se sol usar és el coeficient de dilatació lineal αL (o simplement α). Per a una dimensió lineal qualsevol, el coeficient de dilatació tèrmica lineal es pot mesurar experimentalment comparant el valor d'aquesta magnitud abans i després de cert canvi de temperatura:

{\displaystyle \alpha _{L}={\frac {d\ln L}{dT}}\approx {\frac {1}{L}}{\frac {\Delta L}{\Delta T}}}

D'altra banda, pel que fa a gasos i líquids, se sol utilitzar coeficient de dilatació tèrmica volumètric αV, que ve donat per l'expressió:

{\displaystyle \alpha _{V}={\frac {d\ln V}{dT}}\approx {\frac {1}{V}}{\frac {\Delta V}{\Delta T}}}

Per a materials isòtrops se sol complir la següent relació:

{\displaystyle {\alpha _{V}}=3\alpha _{L}}

### Llista de coeficients de dilatació tèrmica

Coeficient de dilatació tèrmica volumètric d'un polipropilè semicristal·lí

A continuació es llisten alguns valors de coeficients de dilatació tèrmica per diferents materials.
| Material    | Coeficient de dilatació tèrmica lineal αL a 20 °C (K-1) | Coeficient de dilatació tèrmica volumètric αV a 20 °C (K-1) | Notes                  |
| ----------- | ------------------------------------------------------- | ----------------------------------------------------------- | ---------------------- |
| Acer        | 11,0-13,0 x 10−6                                        | 33-39 x 10−6                                                | Depèn de la composició |
| Bronze      | 17,5 x 10−6                                             |                                                             |                        |
| Coure       | 17 x 10−6                                               | 51 x 10−6                                                   |                        |
| Diamant     | 1 x 10−6                                                | 3 x 10−6                                                    |                        |
| Ferro       | 11,8 x 10−6                                             | 33,3 x 10−6                                                 |                        |
| Ferro colat | 10,5 x 10−6                                             |                                                             |                        |
| Formigó     | 12 x 10−6                                               | 36 x 10−6                                                   |                        |
| Invar       | 1,2 x 10−6                                              | 3,6 x 10−6                                                  | 36% Ni + 64% Fe        |
| Titani      | 8,6 x 10−6                                              |                                                             |                        |
| Llautó      | 18,5 x 10−6                                             | 57 x 10−6                                                   |                        |
| Nylon       | 30 x 10−6                                               |                                                             |                        |
| Pyrex       | 4 x 10−6                                                |                                                             |                        |
| Polipropilè | 150 x 10−6                                              | 450 x 10−6                                                  |                        |
| Porcellana  | 4,0 x 10−6                                              |                                                             |                        |
| PVC         | 52 x 10−6                                               | 156 x 10−6                                                  |                        |
| Quars       | 0,33 x 10−6                                             | 1 x 10−6                                                    |                        |
| Vidre       | 8,5 x 10−6                                              | 25,5 x 10−6                                                 |                        |